# هيرمون فيليبس
هيرمون فيليبس (بالإنجليزية: Hermon Phillips)‏ هو عداء سريع أمريكي، ولد في 2 أغسطس 1903 في روشفيل في الولايات المتحدة، وتوفي في 16 فبراير 1986.

## وصلات خارجية
- هيرمون فيليبس على موقع أوليمبيديا (الإنجليزية)